# Mémoires d'un enfant du rail
Mémoires d'un enfant du rail est un roman largement autobiographique d'Henri Vincenot, paru en 1980.
Il raconte l'enfance, l'adolescence et le début de l'âge adulte d'un dijonnais issu du milieu cheminot.

## Résumé

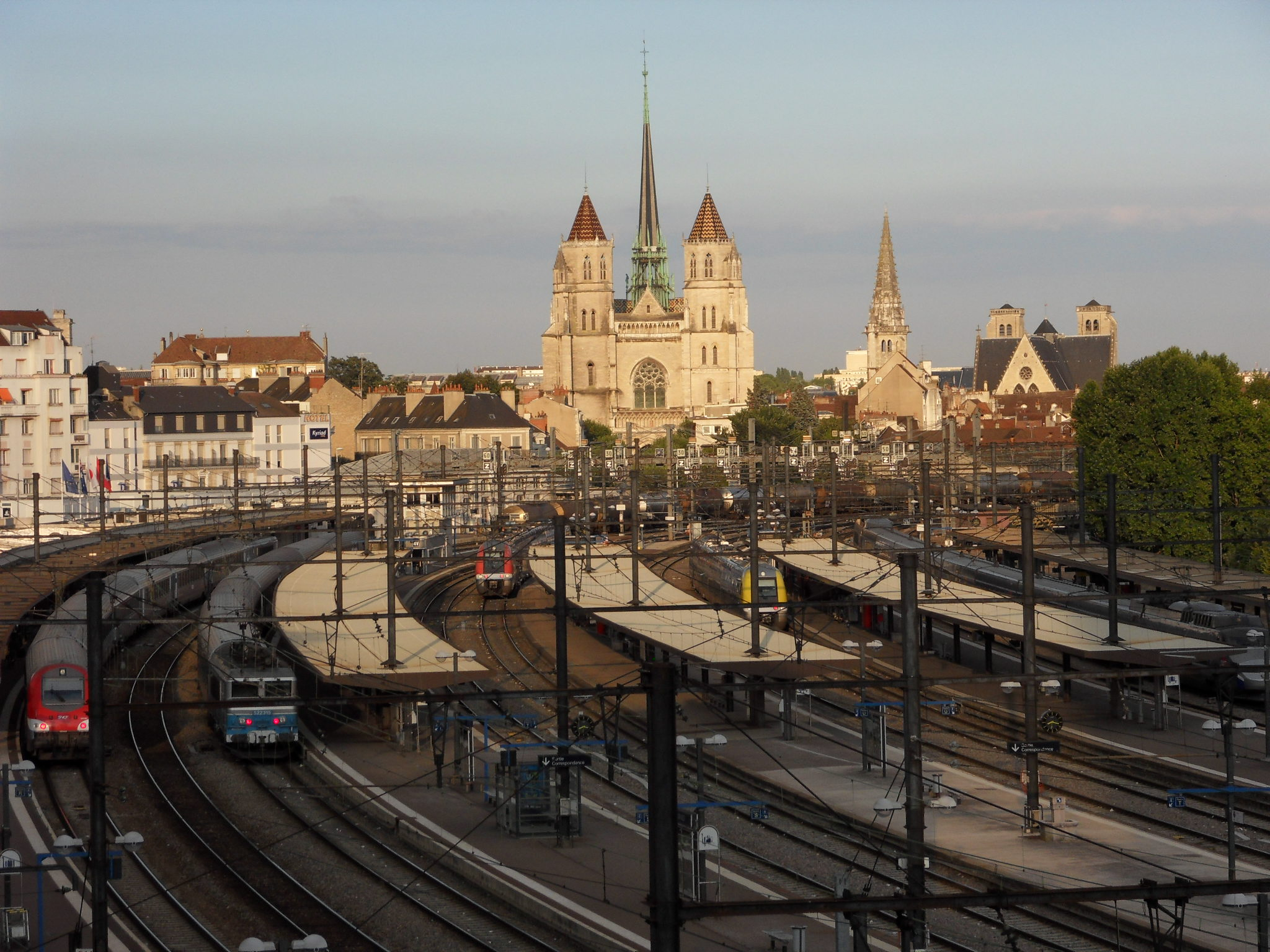
Gare de Dijon-Ville.

Le narrateur, enfant au début du livre, fils, petit-fils et neveu de cheminots, évolue dans le cercle fermé des employés de la compagnie des chemins de fer de Paris à Lyon et à la Méditerranée (« PLM ») à Dijon. Il côtoie la méfiance réciproque entre les siens et les « étrangers », les accidents mortels du travail comme celui dont est victime le père de son meilleur ami, les rivalités entre grévistes — ses oncles, mécaniciens de locomotives — et « jaunes » — son père, dessinateur-projeteur au « service de la voie » —, mais aussi la profonde solidarité qui unit tous ces employés du chemin de fer. C'est depuis le Rempart de la Miséricorde, à Dijon, non loin de son domicile, qu'il assiste aux premiers tours de roue des nouvelles locomotives à vapeur de vitesse de type Mountain dans la gare, quand il ne passe pas ses vacances chez ses grands-parents, son grand-père étant cantonnier et sa grand-mère garde-barrière.
Plus tard, il entre lui aussi au « PLM », au service d'exploitation car son daltonisme lui interdit d'être mécanicien, et fait ses premières armes dans une petite gare où il est confronté à l'absurdité de certains points du règlement. Il fonde une famille, mais avec une « étrangère ».

## Analyse de l'œuvre
L'édition originale porte le titre Mémoires d'un enfant du rail car l'éditeur a refusé le titre choisi par l'auteur : Rempart de la Miséricorde. Ce n'est que 13 ans après la mort d'Henri Vincenot que le livre paraît sous son titre originel.
Il s'agit d'un roman autobiographique dont le héros, qui en est aussi le narrateur, est issu du même milieu qu'Henri Vincenot et débute de la même manière sa carrière ferroviaire.

## Éditions
- Mémoires d'un enfant du rail, Paris, Hachette Littérature, coll. « Hachette GF », 1980, 392 p. (ISBN 2-01-004704-4).
- Rempart de la Miséricorde : mémoires d'un enfant du rail, Paris, Anne Carrière, 1998, 366 p. (ISBN 2-84337-082-5)
- Les livres du rail : Le Rempart de la Miséricorde, Paris, Omnibus, 2003, 267-545 p. (ISBN 2-258-06027-3)